# Tambores y dioses
 Tambores y dioses  (título original: Tambores e deuses) es una película germano-brasileña de 2001 escrita y dirigida por el cineasta alemán Georg Brintrup. 

## Argumento
Antonio, un chico callejero brasileño, se despierta muy temprano en la playa de Salvador de Bahía y ve surgir el sol del amanecer. Los rayos, que lo acarician con dulzura provocan que nazcan en él extraños pensamientos que le hacen una revelación bíblica: ¿Cómo creó Dios la luz aún antes de que existieran el sol y la luna? Quizás es para infundir en él el espíritu humano e iluminarlo. ..  Más antes de crear la luz, Dios dijo: ¡Que se haga la luz!, y la luz se hizo y entonces existió la Voz antes de la luz y la voz fue un sonido, un ¨big bang”, un trueno, un rimbombante golpe de tambor.  Antonio concluye que el Hombre, hoy, no sería capaz de un pensamiento lógico si no hubiera habido en los orígenes aquel sonido. 

Caminando por las calles de Salvador, Antonio se topa con Valdyr, un mulato ciego que remplaza con el oído la vista perdida. Se vuelven amigos. Valdyr sabe que el Hombre, cuando empezó a pensar se partió en dos y que desde ese instante perdió la percepción inmediata de la realidad. Le dio un nombre a cada cosa, le pegó a las palabras sus significados y así, para él, el mundo cambió. Desde esos momentos, empezaron sus problemas. Por ello, todos los hombres quisieran, en el fondo, volver a encontrar la unidad perdida, para sentirse nuevamente en paz consigo mismos. Pero ¿cómo hacerlo? - El único camino es el de llegar a los dioses a través de aquel sonido del origen, es decir a través del tambor.    

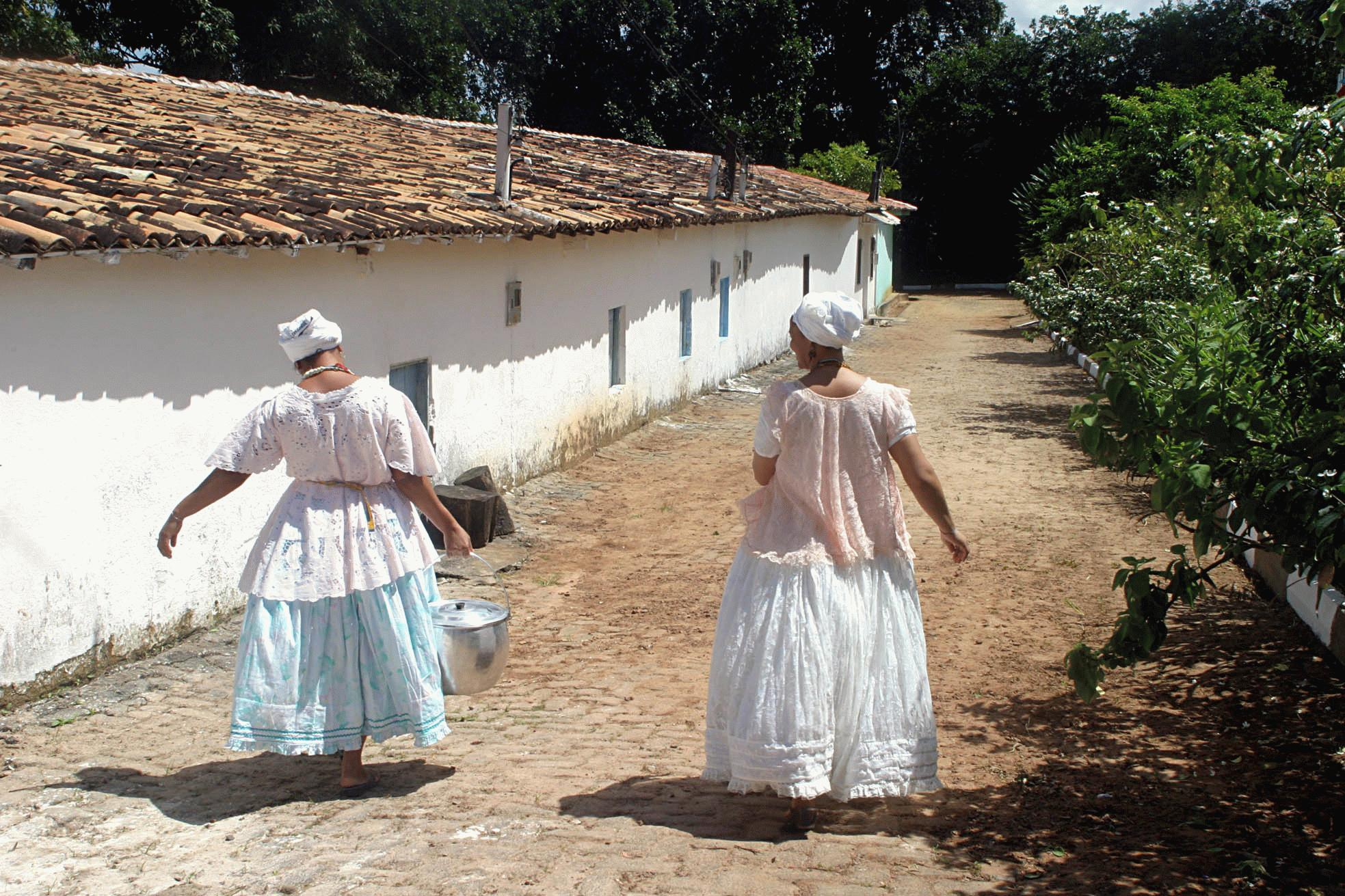
Hijas-de-santo del Terreiro Ilê Axé Opô Afonjá en Bahía

En busca de su origen, los dos amigos recorren las calles y las playas de la “Roma Negra”, nombre que se le ha dado a la ciudad de Salvador de Bahía por su importancia cultural afro-religiosa. Se topan con varios tamborileros y descubren que el tambor es el instrumento más antiguo que el Hombre, dividido en dos por sí mismo, ha usado para comunicarse con los dioses. El tambor llama a los dioses, los convence para que desciendan a la Tierra para reunirse con el Hombre. En su caminar, se encuentran con las filhas-de-santo (hijas-de-santo), médiums de “iniciadas” que hacen posible reanudar la antigua ligadura entre hombres y dioses y reconstruir la unidad primera. Mientras los tambores proporcionan las entonaciones, la filha-de-santo se pone rígida como una cuerda, su cuerpo se convierte en un instrumento, suena hasta vibrar al unísono con los dioses y así poder hablarles con sus propias voces. La razón y la voluntad desaparecen, no cuentan.  

Valdyr y Antonio atraviesan la muchedumbre y el ruido del carnaval y obtienen la confirmación que no todo sigue las leyes del intelecto y de la razón. En Brasil, el elemento racional no parece ser predominante. A la gente no le gusta detenerse, fijar su atención y su reflexión sobre algo. Vive como inmersa en un flujo continuo que nunca se detiene.  

De regreso al mar, los dos amigos se dan de bruces con una mujer que encarna la tristeza, un sentimiento muy difundido en Brasil.  

Valdyr explica a Antonio que la tristeza desaparece por sí sola si uno decide dejarse llevar sin resistencias. De repente, Antonio siente, entre la cabeza y el estómago, una extraña tensión que no lo deja estar tranquilo. Valdyr le dice que se trata de una tensión positiva. Se parece al vínculo que existe entre la piel tensa de un tambor y su sonido. Si la piel no estuviera tensísima, el tambor no podría emitir ningún sonido. De esta forma, Antonio descubre que él mismo es, a la vez, instrumento y tamborilero.  

## Intérpretes y Personajes
- Vinícius Nascimento: Antônio
- Cristóvão da Silva: Valdyr
- Virginia Rodrigues: la tristeza
- Caetano Veloso: él mismo
- Edlo Mendes: conquistador
- Ipojucan Dias: indio
- Miller Fragoso: marinero
- Paolo Ferreira: marinero
- Fernando Lopes: Danzante
- Antônia Ribeiro da Silva: la Diosa Oxum
- Vera Passos: Danzante
- Leonardo Luz: Danzante

## Comentario
“Cuando el hombre comenzó a pensar, en ese preciso instante comenzó la más maravillosa, la más monstruosa catástrofe natural”.

Esta frase, con varias otras sacadas del libro Meditaciones sudamericanas, del filósofo estonio naturalizado alemán, Hermann Graf Keyserling, se encuentran a la base de la película-ensayo Tambores y Dioses. La obra Brasil: Tierra del Porvenir, de Stefan Zweig, tuvo también una influencia en la mirada de los autores de la película sobre Brasil. Correspondió al compositor italiano Aldo Brizzi la dirección musical de la película. Su CD “Brizzi do Brasil”, que contiene canciones escritas para cantantes brasileños y portugueses nació durante la filmación de la película. De entre estas canciones, algunas fueron escogidas y elaboradas dramatúrgicamente por Georg Brintrup para ir dentro de la película (Cfr. Mistero di Afrodite, cantada por Caetano Veloso).

## Recepción crítica
“Première” mundial del nuevo film di Georg Brintrup, Teatro do ICBA, Salvador de Bahia, el 22 de septiembre de 2001:

(Se trata de) La Mirada cinematográfica de un viajero que busca comprender más y mejor el poder de la música, cuyo significado es tan importante en la formación cultural de la identidad de Bahía. La película presenta una aguda visión del Brasil, con críticas y reflexiones que no se detienen en la superficie de la “brasilianidad”, sino que tratan de afianzar la totalidad. Pero esto es poco para definirla. No se trata solamente de una lectura antropológica mezclada con filosofía y socialogía, ya que la obra artística no está en estas premisas. Se trata de un documental que mezcla la mirada europea sobre nuestro pais, envuelta con la magia de la música, de la danza, del paisaje y, en realidad, de nuestra lengua, de los ritos, con ese “algo” de visceralmente nativo y que logra pasar, aún a través de la mirada del extranjero.

Cyntia Nogueira in Correio da Bahia, Folha da Bahia, p. 7 del 7 de marzo de 2001:

Ya desde hace algunos años, el director alemán Georg Brintrup se ocupa, en sus películas de la relación recíproca entre sonido e imagen. Despues de Symphonia Colonialis (1991) y de O trem caipira (1994), ambos sobre la música brasileña, con esta nueva película, Tambores e Deuses (Tambores y Dioses), che está rodando en Salvador, Brintrup profundiza su tema principal. (...) Dentro de la lista considerable de su obra realizada para la televisión, el cine y la radio, Brintrup declara preferir aquellas obras cuyo tema principal es la música y, consecuentemente, la relación que el Hombre tiene con el sonido, con los ruidos, o con la escucha (el oído). “El sonido tiene más fuerza que la que puede tener la imagen”: Es así que el director justifica su convicción, aún si esta afirmación pueda parecer contradictoria para quien, como él, depende sobre todo de la vista. Sin embargo, Brintrup se ha dado a la tarea de construir puentes de una lenguaje al otro, del sonido a la imagen, de la escucha a la visión.